# Zgodovina komunizma
Zgodovina komunizma obsega najrazličnejše ideologije in politična gibanja, ki si delijo temeljne teoretske vrednote skupnega lastništva bogastva, gospodarskega podjetja in lastnine. Večina sodobnih oblik komunizma vsaj nominalno temelji na marksizmu, teoriji in metodi, ki jo je v 19. stoletju načrtoval nemški filozof Karl Marx. Marksizem je kasneje pridobil široko razširjenost po večini Evrope in v koncu 19. stoletja so bili njegovi militantni zagovorniki pomembni pri številnih neuspelih revolucijah na tej celini. V istem obdobju se je povečalo tudi število komunističnih partij, ki so zavrnile oboroženo revolucijo, vendar so sprejele marksistični ideal kolektivne lastnine in brezrazredne družbe.  
Čeprav je marksistična teorija predlagala, da so bila mesta, ki so najbolj primerna za socialno revolucijo, bodisi z mirnim prehodom bodisi z orožjem, industrijsko-razvite države, je bil komunizem večinoma uspešno izveden v nerazvitih in revnih državah, kot sta Rusko cesarstvo in Republika Kitajska. Leta 1917 je boljševiška stranka med rusko oktobrsko revolucijo prevzela oblast in ustanovila Sovjetsko zvezo, prvo samoproglašeno socialistično državo na svetu. Boljševiki so temeljito sprejeli koncept proleterskega internacionalizma in svetovne revolucije, saj so svoj boj videli kot mednarodni in ne zgolj regionalni vzrok. To je imelo izjemen vpliv na širjenje komunizma v 20. stoletju, saj je Sovjetska zveza po drugi svetovni vojni ustanovila nove marksistično-leninistične vlade v Srednji in Vzhodni Evropi ter posredno podprla vzpon komunizma v Srednji Ameriki, Aziji in Afriki. Ključno za to politiko je bila Komunistična internacionala, znana tudi kot Kominterna, ustanovljena z namenom pomočikomunističnim partijam po vsem svetu ter spodbujanja revolucije. To je bil eden glavnih vzrokov za napetosti med hladno vojno, saj so ZDA in njihovi vojaški zavezniki globalno širjenje komunizma enačili s sovjetskim ekspanzionizmom po pooblastilu.
Do leta 1985 je tretjina svetovnega prebivalstva v takšni ali drugačni obliki živela pod marksistično-leninističnim sistemom upravljanja. Med komunističnimi in marksističnimi ideologi pa je potekala pomembna razprava o tem, ali bi lahko večino teh držav sploh smiselno šteli za marksistične, saj so te države spremenile in revidirale številne osnovne sestave marksističnega sistema. Nesposobnost teh vlad, da bi uresničile ideal komunistične družbe, in njihov splošni trend naraščajočega avtoritarizma sta povezana s padcem komunizma v poznem 20. stoletju. Z razpadom Sovjetske zveze leta 1991 je več marksistično-leninističnih držav komunistično ideologijo zavrnilo ali popolnoma odpravilo. Od 21. stoletja je ostalo le manjše število držav s komunistično oblastjo, in sicer Severna Koreja, Kuba, Laos, Vietnam in Ljudska republika Kitajska.

## Od antike do 18. stoletja: obdobje pred izvorom
Mnogi zahodni misleci so zasnovali in zagovarjali ideje komunizma, nekatere zelo podobne tistim, ki so s tem izrazom postale znane šele v devetnajstem stoletju, različne civilizacije pa so v celoti ali delno uporabljale komunistične koncepte, od kolektivnega dela do družbenih ciljev, predkolumbijske družbe južnoameriške celine, na različnih ravneh lastništva v različnih plemenskih kulturah. Nekatere marksistične analize pogosto ovržejo te primere komunizma z drugačno matriko in jih razvrstijo v različne vloge. 

Tudi v zgodnjem krščanstvu obstajajo težnje, ne prisilne, komunističnega tipa. Dejanja apostolov v drugem poglavju v verzih opisujejo delovanje prve krščanske skupnosti in poudarjajo vidik občestva dobrin:
»Vsi, ki so postali verniki, so bili skupaj in jim je bilo vse skupno; Tisti, ki so imeli imetje in snovi, so jih prodali in jih dali del vsem, glede na potrebe vsakega posebej. Vsak dan so šli vsi skupaj v tempelj in si doma služili kruh, z veseljem in preprostostjo srca jedli, hvalili Boga in uživali v sočutju vseh ljudi. Medtem je Gospod vsak dan k skupnosti dodajal tiste, ki so bili odrešeni.« (Dejanja apostolov 2) 
Isti prosto sprejeti ideali so našli prostor v meniških redovih ali v srednjem veku in širše v nekaterih heretičnih gibanjih, kot je Dolcinijci. Fra Dolcino, v resnici omenjajo marksistični filozofi, kot je Antonio Labriola, in je vzet kot izhodišče in zgled v popularnih socialističnih gibanjih v Italiji v začetku dvajsetega stoletja.  

## Moderna doba: do 19. stoletja
Komunistični ideali in projekt odprave zasebne lastnine so se vrnili v modo v času protestantske reformacije, z vojno nemških kmetov, ki je uničila Evropo in jo pustila popolnoma krvavo. Med protagonistama tega revolucionarnega gibanja sta Thomas Müntzer in John Leiden. 
Priljubljeni upori in poznejše proleterske vstaje v starem svetu, niti v predmodernem času, niso bile nove. Tumulto dei Ciompi, ki je v Firencah potekal med junijem in avgustom 1378, je eden prvih primerov upora za ekonomsko-politične namene v evropski zgodovini, delavca, vendar ga je mogoče pripisati pretežno predindustrijski družbi in ga ne podpirajo teoretske osnove. 
Zamisel o komunizmu sodi v čas razsvetljenstva in vpliva na več filozofov, zlasti na Jean-Jacquesa Rousseaua, Gabriela Bonnota de Mablyja, Étienne-Gabriela Morellyja (katerega razmišljanja so močno vplivala na francosko revolucijo in jakobinizem) in druge egalitarne revolucionarne kroge, utelešene v Jean-Paula Marata. 
Med poskusi »kraljevega komunizma« velja omeniti tudi redukcione Paragvaja, ki so jih v osemnajstem stoletju zasadili jezuiti.

## 19. stoletje in Marksizem
Mnogi idealisti devetnajstega stoletja, prizadeti zaradi materialne in moralne industrijske revolucije, so ustanovili utopične skupnosti z malo sreče, zlasti v Novem svetu. 
Francoski filozof Étienne Cabet v svoji knjigi Potovanja in dogodivščine Lorda Williama Carisdalla v Ikariji opisuje idealno družbo, v kateri demokratično izvoljena vlada nadzoruje vse gospodarske dejavnosti in nadzoruje družbene dejavnosti, pri čemer je edina druga neodvisna družbena enota le družina. Leta 1848 je neuspešno poskušal organizirati ikarske skupnosti v ZDA, čeprav so nekatere majhne ikarske skupnosti preživele vse do leta 1898. 

Nemška filozofa Karl Marx in Friedrich Engels sta 21. februarja 1848 izdala knjigo Manifest komunistične partije, v kateri so bile razložene ideje o odpravi zasebne lastnine in strmoglavljenju meščanskih vlad, ki so odstopile proleterskim vladam. S tem bi komunizem postal revolucionarno gibanje. Za Karla Marxa, če bi se proleterski razred vseh držav zavedal svojih skupnih ciljev, bi se združili, da bi podrli kapitalistični sistem. Menil je, da bi razvoj zgodovine sledil logiki hegelovske racionalnosti, kot neizogiben rezultat tekočega zgodovinskega procesa; če pa se socializma ne bi uspelo uveljaviti, bi se barbarizacija družbe lahko soočila s propadom obeh razredov v boju. Iz ruševin kapitalizma bi nastala družba, v kateri bi po prehodnem obdobju postala diktatura proletariata, v kateri bi država nadzorovala sredstva za proizvodnjo, njihovo lastništvo pa bi prešlo na družbo kot celoto, zato je bila država namenjena da se nacionalizira. Treba je omeniti, da bi se moral po marksistični misli komunizem sprva razviti v visoko-razviti industrializirani državi, kot so Združene države Amerike, in ne, kot se je v resnici zgodilo, v zaostali in pretežno kmetijski državi, kot je bilo takrat Rusko cesarstvo. Leta 1844 je Karl Marx zapisal:
Komunizem je uganka zgodovine, ki je rešena, in sama ve, da je to rešitev.
Hkrati se je z Marxovimi idejami razvila druga oblika idej, ki je blizu komunizmu: anarhizem. Temelji na misli Pierra-Josepha Proudhona. Med marksizmom in anarhizmom je prišlo do močnega spora, pravzaprav, ko je Proudhon izdal knjigo Filozofija bede, se je Marx odzval z objavo Misery of Philosophy. Spopad je izbruhnil v okviru Mednarodnega združenja delavcev. Med letoma 1871 in 1872 je Marxu in Engelsu uspelo uvrstiti anarhiste v manjšino in jih izključiti iz združenja.
Najpomembnejši anarhistični teoretik zgodnjega obdobja je Mihail Bakunin, ki je svoje ideje razložil v knjigi Država in anarhija. Za Bakunina sta bila svoboda in enakost dva neločljiva cilja. Država s svojo razdelitvijo med vladajoče in vladarje, med tistimi, ki imajo kulturo, in tistimi, ki opravljajo fizično delo, je bil sam represivni aparat in ga je bilo treba razpustiti, ne da bi šel skozi vmesno fazo. Model, ki ga je predlagal Bakunin, je bil model svobodne federacije občin, regij in narodov, v kateri bi bila kolektivna sredstva za proizvodnjo neposredno v rokah ljudi prek sistema samoupravljanja.
Ideje, podobne Bakuninovim, je razvil Pëtr Kropotkin, njegov rojak, znanstvenik in filozof. S kritiko družbenega darvinizma, ki je služil kot opravičilo za kapitalistično konkurenco in imperializem, Kropotkinov esej Medsebojna podpora želi pokazati, kako med živalskimi vrstami prevladujeta sodelovanje in harmonija.
Leta 1871 je bila ustvarjena pariška komuna in kljub razlikam so bili socialisti in anarhisti različnih teženj enotni, ko so to videli kot prvi poskus delavskega gibanja za oblikovanje komunistične družbe. Komunari so dva meseca prevzeli nadzor nad Parizom in se borili tako proti Prusiji kot proti francoski vladi. Komuna je uvedla vrsto zakonov, ki so zmanjšali moč imetnikov premoženja, na primer tistih, ki so odpravili dolgove, preden so jih krvavo zatrli. Karl Marx je pozneje kritiziral komunarje, ker se niso zagovarjali močneje, ampak jih je pohvalil kot odličen primer delavske vstaje.

## Zgodnje socialistične države (1917–1944)

### Ruska revolucija, Sovjetska zveza in Leninizem
V začetku 20. stoletja je bilo Rusko cesarstvo avtokracija, ki jo je vodil car Nikolaj II.. Z milijoni agrarnega prebivalstva v državi je ljudstvo živelo v skrajni revščini. Antikomunistični zgodovinar Robert Service je opozoril, da sta »revščina in zatiranje najboljša tla za rast marksizma«. Človek, ki je bil najbolj odgovoren za uvedbo komunistične ideologije v državo, je bil Georgi Plekhanov, čeprav je samo gibanje v veliki meri organiziral in vodil Vladimir Iljič Lenin, ki ga je carska vlada zaradi svojega prepričanja nekaj časa izgnala v taborišče v Sibiriji. V državi je nastala marksistična skupina, znana kot ruska socialdemokratska laburistična stranka, čeprav se je kmalu razdelila na dve glavni frakciji, in sicer na boljševike pod vodstvom Vladimirja Lenina in na menjševike, ki jih je vodil Julius Martov. Leta 1905 je prišlo do revolucije proti carski vladavini, v kateri so bili delavski sveti, znani kot sovjeti, oblikovani v mnogih delih države, car Nikolaj II. pa je bil prisiljen izvesti demokratično reformo in uvesti izvoljeno vlado, Dumo.
Leta 1917 so z nadaljnjimi socialnimi nemiri proti vladi Dumo in njenim sodelovanjem pri sodelovanju Rusije v prvi svetovni vojni boljševiki prevzeli oblast po oktobrski revoluciji. Državo so začeli preoblikovati z nacionalizacijo različnih industrij in zaplembo zemlje bogatim aristokratom ter njeno prerazporeditvijo med kmetje. Nato so se iz vojne proti Nemčiji umaknili s podpisom brestovsko-litovske pogodbe, ki je bila med mnogimi v Rusiji zelo nepriljubljena, saj so s to pogodbo komunisti Nemčiji podarili veliko število ruskih ozemelj. Nova vlada se je že od vsega začetka soočila z neštetimi silami z različnimi perspektivami, vključno z anarhisti, socialnimi demokrati, ki so prevzeli oblast v Demokratični republiki Gruziji, socialisti-revolucionarji, ki so v Samari v Rusiji oblikovali Komuch, velik caristični odpor sile, znane kot bela garda, pa tudi zahodne sile. To je privedlo do dogodkov ruske državljanske vojne, leta 1918 pa še do množičnih pobojev ljudstva, ki so jih izvajali Leninovi boljševiki. Obdobje množičnih pobojev, ki so jih izvajali boljševiki, se je imenovalo Rdeči teror in je trajalo do konca ruske državljanske vojne leta 1922. Julija 1918 so boljševiki ubili carja Nikolaja II. in njegovo družino, njihova trupla pa so zakopali v gozdu. Dokaz, da je usmrtitev carja in njegove družine ukazal Lenin, ni. V ruski državljanski vojni so boljševiki zmagali, nato pa utrdili svojo oblast nad vso državo, pri čemer so oblast iz Kremlja v glavnem mestu Moskvi centralizirali. V začetku dvajsetih let prejšnjega stoletja je Lenin začel zaposlovati temnopolte delavce in ameriške politične stranke obtoževal, da naj ne storijo nič več za kampanjo za pravice črncev. Peščica črnih aktivistov je bila navdušena nad komunizmom, Cyril Briggs pa je vodil organizacijo, imenovano African Blood Brotherhood. Lenin je ustanovil sistem koncentracijskih taborišč imenovanih Gulag, ki so bila namenjena za politične nasprotnike in druge nestrinjajoče ljudi ter v taboriščih uvedel prisilno delo in različna mučenja, uvedel pa je tudi množične poboje in javne usmrtitve političnih nasprotnikov. Lenin je bil hkrati tudi prvi, ki je uvedel in začel komunistično preganjanje religije, ko je v svojih govorih izjavil, da religija za ljudstvo predstavlja opij ljudstva, češ da človeku jemlje sposobnosti. Leta 1922 je bila Ruska socialistična federativna sovjetska republika uradno preimenovana v vodstvo Zveze sovjetskih socialističnih republik, nato pa v uradno ime, Sovjetska zveza. 30. decembra tega leta je Lenin razglasil ustanovitev prve ter največje in glavne komunistične države na svetu. 
Januarja 1924 je Lenin zaradi slabega zdravja umrl, vodenje Sovjetske zveze pa je nato prevzel Josif Visariónovič Stalin.

### Stalinizem
Leta 1924 je oblast v Sovjetski zvezi prevzel Josif Stalin, Leninov veliki privrženec. Stalina je v njegovem vodstvu močno podpiral Nikolaj Buharin, vendar je imel v vladi različne pomembne nasprotnike, predvsem Leva Kameneva, Leona Trockega in Grigorija Zinovjeva. Stalin je sprožil lasten proces izgradnje komunistične družbe in ustvaril različico komunizma, znano kot marksizem-leninizem. Kot del tega je opustil nekatere kapitalistične, tržne politike, ki jim je bilo dovoljeno nadaljevati v času Lenina, kot je nova gospodarska politika. Stalinistična politika je korenito spremenila večino kmetijske proizvodnje Sovjetske zveze, jo posodobila z uvedbo traktorjev in drugih strojev, prisilno kolektivizacijo kmetij in prisilno zbiranje žita od kmetov v skladu z vnaprej določenimi cilji. Industrijskim delavcem je bila na voljo hrana, toda tisti kmetje, ki se niso hoteli preseliti, so bili podvrženi lakoti, zlasti v Kazahstanu in Ukrajini. Vsesovjetska komunistična partija (boljševiki) je preganjanje in množične poboje ciljala na kulake, ki so imeli malo zemlje.  
Stalin je prevzel nadzor nad Kominterno in v mednarodno organizacijo uvedel politiko nasprotovanja vsem levičarjem, ki niso bili marksisti-leninisti, pri čemer jih je označil za socialno-fašiste, čeprav se mnogi komunisti, kot je Jules Humbert-Droz, s to politiko niso strinjali, da se mora levica združiti proti porastu desničarskih gibanj, kot je bil fašizem po Evropi. V zgodnjih tridesetih letih je Stalin obrnil smer in spodbujal gibanja ljudske fronte, pri katerih bi komunistične stranke sodelovale s socialisti in drugimi političnimi silami. Velika prednostna naloga je bila mobilizacija široke podpore republikanskemu cilju v španski državljanski vojni.

#### Velika čistka
Velika čistka se je večinoma izvajala od decembra 1936 do novembra 1938, čeprav so bile značilnosti aretacije in skrajšanega sojenja, ki jim je sledila usmrtitev, dobro utrjene v sovjetskem sistemu od Leninovih let vladanja, ko je Stalin sistematično uničeval starejšo generacijo voditeljev pred letom 1918. Stalin je to običajno počel z utemeljitvijo, da so bili obtoženi sovražni vohuni ali pa so veljali za »sovražnike ljudstva«. Med Stalinovo veliko čistko so v Rdeči armadi pobili veliko generalov in uradnikov, na stotine tisoč drugih nedolžnih civilistov pa so poslali v koncentracijska taborišča Gulag, kjer so nečloveške razmere v Sibiriji hitro privedle do njihovih smrti.
Odprtje sovjetskih arhivov je potrdilo nižje ocene, ki so jih predstavili učenjaki »revizionistične šole«, kljub temu, da je ljudski tisk še naprej uporabljal višje ocene in vseboval resne napake. Do leta 2009 je zgodovinar Archie Brown poročal, da so bile ocene zdaj nižje; okoli 1,7 milijona je bilo aretiranih v letih 1937–1938, polovica pa je bila pobitih.

### Predvojni disidentski komunisti
Mednarodna desna opozicija in trockizem sta primera disidentov, ki še danes trdijo, da je komunizem, vendar nista edina. V Nemčiji je razkol v SPD sprva pripeljal do oblikovanja različnih komunističnih sindikatov in strank, ki so vključevali svetniške težnje AAU-D, AAU-E in KAPD. Svet je imel omejen vpliv zunaj Nemčije, vendar so nastale številne mednarodne organizacije. V Španiji je stran levih in desnih disidentov povzročila nastanek POUM-a. Poleg tega je bil španski CNT povezan z razvojem politične stranke FAI, nemarksistične stranke, ki se je zavzela za revolucionarni komunizem.

## Širjenje komunizma (1945 - 1957)
Ko je hladna vojna začela veljati okoli leta 1947, je Kremelj ustanovil nova mednarodna usklajevalna telesa, vključno s Svetovno zvezo demokratične mladine, Mednarodno zvezo študentov, Svetovno zvezo sindikatov, Mednarodno demokratsko zvezo žensk in Svetovnim svetom za mir. Malcolm Kennedy pravi, da je »komunistični« frontni sistem »vključeval mednarodne organizacije, kot so WFTU, SFDM, IUS, WIDF in WPC, poleg množice manjših gibanj, ki v široko razširjeno mrežo prinašajo novinarje, odvetnike, znanstvenike, zdravnike in druge«.
Svetovna zveza sindikatov (WFTU) je bila ustanovljena leta 1945 za združevanje sindikalnih konfederacij po vsem svetu s sedežem v Pragi. Čeprav je imel nekomunistične sindikate, so v veliki meri prevladovali Sovjeti. Leta 1949 so se britanski, ameriški in drugi nekomunistični sindikati odcepili in ustanovili konkurenčno Mednarodno konfederacijo svobodnih sindikatov. Delavsko gibanje v Evropi je postalo tako polarizirano med komunističnimi sindikati in socialdemokratskimi in krščanskimi sindikati, medtem ko operacije na frontu niso mogle več skriti sponzorstva in so postala manj pomembna.

### Sovjetska zveza po drugi svetovni vojni
Pustošenje druge svetovne vojne je povzročilo obsežen program okrevanja, ki je vključeval obnovo industrijskih obratov, stanovanj in prometa ter demobilizacijo in migracijo milijonov vojakov in civilistov. Sredi teh pretresov pozimi 1946–1947 je Sovjetska zveza doživela najhujšo naravno lakoto v 20. stoletju. Resnejšega nasprotovanja Stalinu ni bilo, saj je njegova tajna policija še naprej pošiljala morebitne osumljence v taborišča Gulag. 
Odnosi z Združenimi državami Amerike in Združenim Kraljestvom do Sovjetske zveze so leta 1946 prešli iz prijateljskih v sovražne, saj so ostro obsodili Stalinovo politično kontrolo nad vzhodno Evropo in njegovo blokado Berlina. Do leta 1947 se je začela hladna vojna. Stalin je sam verjel, da je kapitalizem votla lupina in da se bo pod povečanim nevojaškim pritiskom, ki so ga izvajali pooblaščenci v državah. Vendar je močno podcenjeval gospodarsko moč Zahoda in namesto zmage videl, da je Zahod ustvaril zavezništva, ki so bila zasnovana tako, da trajno ustavijo ali zadržijo sovjetsko širitev. V začetku leta 1950 je Stalin potrdil invazijo Severne Koreje na Južno Korejo in pričakoval kratko vojno. Bil je osupnjen, ko so v vojno vstopili Američani in premagali Severnokorejce, ki so jih potisnili skoraj na sovjetsko in kitajsko mejo. Stalin je podpiral vstop Kitajske v korejsko vojno, ki je Američane potisnila nazaj na predvojno mejo, vendar se je napetost še stopnjevala. Združene države so se odločile za mobilizacijo svojega gospodarstva za dolgo tekmovanje s Sovjeti, zgradile vodikovo bombo in okrepile zvezo Nato, ki je varovala zahodno Evropo.
Gorlizki in Khlevniuk (2004) menita, da je bil Stalinov stalni in prevladujoči cilj po letu 1945 utrditi narodni status velesile in ob naraščajoči fizični slabosti ohraniti lastno moč nad celotno močjo. Stalin je ustvaril sistem vodenja, ki je odražal zgodovinske caristične sloge paternalizma in represije, a je bil tudi precej sodoben. Na vrhu je osebna zvestoba Stalinu štela za vse. Vendar je Stalin tudi ustvaril močne odbore, povišal mlajše strokovnjake in začel velike institucionalne novosti. V zobeh preganjanja so Stalinovi poslanci širli neformalne norme in medsebojno razumevanje, ki so bili temelj njegove kolektivne vladavine po njegovi smrti.

### Vzhodna Evropa
Vojaški uspeh Rdeče armade v srednji in vzhodni Evropi je privedel do utrditve oblasti v komunističnih rokah. V nekaterih primerih, na primer na Češkoslovaškem, je to privedlo do navdušene podpore socializmu, ki sta ga navdihnila Komunistična partija in Socialdemokratska stranka, ki sta se bila pripravljeni združiti. V drugih primerih, na primer na Poljskem ali Madžarskem, je bil nivo komunistične partije s socialdemokratsko stranko nasilen in dosežen z nedemokratičnimi sredstvi. V mnogih primerih so se komunistične partije Srednje Evrope soočale s prebivalstvom, ki je bilo sprva pripravljeno vladati tržnim silam, uvesti omejeno nacionalizacijo industrije in podpirati razvoj intenzivnih držav socialnega varstva, medtem ko je na splošno prebivalstvo v veliki meri podpiralo socializem. Vendar so čistke nekomunističnih strank, ki so podpirale socializem, v kombinaciji s prisilno kolektivizacijo kmetijstva in recesijo v sovjetskem bloku leta 1953 privedle do globokih nemirov. Ta nemir se je prvič pojavil v Berlinu leta 1953, kjer je Brecht ironično predlagal, da bi morala »stranka izbrati novo ljudstvo«. Vendar je »Tajni govor« Nikite Hruščova iz leta 1956 odprl notranjo razpravo, čeprav člani niso vedeli, tako v poljski kot v madžarski komunistični stranki. To je privedlo do poljske krize leta 1956, ki je bila rešena s spremembo poljskega vodstva in pogajanji med sovjetsko in poljsko stranko o usmeritvi poljskega gospodarstva. 

#### Madžarska revolucija leta 1956
Madžarska revolucija leta 1956 je bila velik izziv za moskovski nadzor nad Vzhodno Evropo. Ta revolucija je zaznamovala splošne stavke, oblikovanje neodvisnih svetov delavcev, obnovo Socialdemokratske stranke kot stranke revolucionarnega komunizma nesovjetske sorte in oblikovanje dveh podzemnih neodvisnih komunističnih strank. Glavno komunistično partijo so približno teden dni nadzorovali voditelji, ki niso bili sovjetski. Dve nekomunistični stranki, ki sta podpirali vzdrževanje socializma, sta se ponovno osamosvojili. Ta razcvet ločenega komunizma je zatrla kombinacija vojaške invazije, podprte s težkim topništvom in zračnimi napadi; množične aretacije, najmanj tisoč sodnih usmrtitev in nešteto število drugih usmrtitev, razpad osrednjega delavskega sveta Velike Budimpešte, množični begunski beg in svetovno propagandno kampanjo. Učinek madžarske revolucije na druge komunistične stranke se je močno razlikoval, kar je povzročilo velike izgube članstva v anglofonskih komunističnih strankah.

#### Praška pomlad leta 1968
Češkoslovaška komunistična partija je začela ambiciozen program reform pod vodstvom Aleksandra Dubčka. Načrt za omejitev osrednjega nadzora in večjo neodvisnost gospodarstva od stranke je ogrozil temeljna prepričanja. 20. avgusta 1968 je sovjetski vodja Leonid Brežnjev odredil množično vojaško invazijo sil Varšavskega pakta, ki je uničila grožnjo notranje liberalizacije. Hkrati so Sovjeti grozili z maščevanjem proti britansko-francosko-izraelski invaziji na Egipt. Rezultat je bil zlom vsakršne težnje po razbremenitvi in odstopi več intelektualcev iz komunističnih strank na Zahodu.

### Nemčija
Nemčija in Berlin sta bili v času hladne vojne središča konflikta med Vzhodom in Zahodom in nastale so številne komunistične fronte. Vzhodnonemška organizacija Društvo za nemško-sovjetsko prijateljstvo (GfDSF) je imela na primer 13.000 članov v Zahodni Nemčiji, vendar so jo leta 1953 nekatere dežele kot komunistično fronto prepovedale. Demokratična kulturna liga Nemčije se je začela kot vrsta resnično pluralističnih teles, vendar je v letih 1950–1951 prišla pod nadzor komunistov. Do leta 1952 je veleposlaništvo Združenih držav štelo 54 »infiltriranih organizacij«, ki so se začele samostojno, in 155 »frontnih organizacij«, ki so bile od začetka komunistično navdihnjene. Leta 1961 je Vzhodna Nemčija dokončala gradnjo Berlinskega zidu, da bi s tem ločila vzhod in zahod ter preprečila pobege iz držav vzhodnega boka. Zid so 24 ur na dan nadzorovali stražarji, vzhodnonemški voditelj Erich Honecker pa je stražarjem ukazal, da naj streljajo na vsakega, ki bi poskušal preplezati zid in pobegniti.
Združenje žrtev nacističnega režima je bilo ustanovljeno za zbiranje zahodnih Nemcev pod antifašistično zastavo, vendar ga je bilo treba razpustiti, ko je Moskva odkrila, da so ga infiltrirali »cionistični agenti«.

### Ljudska republika Kitajska

#### Velik preskok naprej
Mao Cetung in kitajska komunistična partija sta prišli na oblast na Kitajskem leta 1949, ko so nacionalisti pobegnili na otok Tajvan. V letih 1950–1953 je Kitajska v korejski vojni začela obsežno, neprijavljeno vojno z ZDA, Južno Korejo in silami Združenih narodov. Čeprav se je končalo v vojaškem zastoju, je Mau dalo priložnost, da na Kitajskem prepozna in očisti elemente, ki so se zdeli podporni kapitalizmu. Na podlagi izkušenj Sovjetov je Mao menil, da je nasilje potrebno za dosego idealne družbe, ki bi izhajala iz marksizma zato je sam načrtoval in izvajal veliko nasilje nad kitajskim narodom v velikem obsegu. Sprva je bilo tesno sodelovanje s Stalinom, ki je poslal tehnične strokovnjake, ki so pomagali procesu industrializacije po vzoru sovjetskega modela iz tridesetih let. Po Stalinovi smrti leta 1953 so se odnosi z Moskvo poslabšali - Mao je menil, da so Stalinovi nasledniki izdali komunistični ideal. Mao je obtožil, da je bil sovjetski voditelj Nikita Hruščov vodja »revizionistične klike«, ki se je obrnila proti marksizmu, leninizem pa je zdaj pripravljal načrt za obnovo kapitalizma. Oba naroda sta bila v sporu do leta 1960. Oba sta začela ustvarjati zavezništva s komunističnimi podporniki po vsem svetu, s čimer sta svetovno gibanje razdelila na dva sovražna taborišča.
Mao Cetung in njegov pomočnik Deng Šjaoping sta zavračala sovjetski model hitre urbanizacije in v letih 1957–1961 izvedla veliki preskok naprej, z namenom, da Kitajsko čez noč industrializirata, pri tem pa kmečke vasi uporabijo kot bazo in ne velikih mest. Zasebno lastništvo zemljišč se je končalo in kmetje so delali v velikih kolektivnih kmetijah, ki so jim ukazali, da začnejo s težkimi industrijskimi dejavnostmi, kot so jeklarne. Rastline so bile posajene na oddaljenih lokacijah, kljub pomanjkanju tehničnih strokovnjakov, upravnikov, prevoza ali potrebnih objektov. Industrializacija ni uspela, glavni rezultat pa je bil nenaden nepričakovan padec kmetijske proizvodnje, kar je povzročilo veliko kitajsko lakoto, ki je ubila na milijone Kitajcev. Namesto, da bi poskušal rešiti problem, je Mao zanj krivil protirevolucionarje in jih obtoževal, da skrivajo in delijo žito. Ko je Mao konec leta 1959 na sestanku ukazal nabaviti žito, je pri tem dejal: »Kadar ni dovolj hrane, ljudje umrejo od lakote. Bolje bo, da polovica ljudi umre, kot da jih bo druga polovica lahko preživela.« V letih velikega preskoka naprej je dejansko prišlo do gospodarske nazadovanja, saj so bila leta 1958 do 1961 edina leta med 1953 in 1983, v katerih je kitajsko gospodarstvo beležilo negativno rast. Politični ekonomist Dwight Perkins trdi: »Ogromne naložbe so povzročile le skromno povečanje proizvodnje ali pa sploh nič. Skratka, veliki preskok naprej je bil zelo velika katastrofa.« Deng, ki je bil zadolžen za reševanje gospodarstva, je sprejel pragmatično politiko, ki idealističnemu Mau ni bila všeč. Mao je bil nekaj časa izven javnosti, a se je vrnil v javnost ter Denga in njegove zaveznike odstranil v kulturni revoluciji (1966–1969). 

### Severna Koreja
Kim Il-sung je na oblast v Severni Koreji prišel leta 1948 potem, ko je bil korejski polotok razdeljen na severno in južno ozemlje. Le dve leti pozneje je sprožil korejsko vojno, v neuspelem poskusu združitve obeh korej. Po koncu korejske vojne je močno razširil in utrdil svoj kult osebnosti, v poznejših letih pa tudi kult osebnosti svojega najstarejšega sina Kima Džong-ila, ki ga je leta 1974 imenoval za svojega naslednika. V sedemdesetih letih je Kim Il-sung razvil in uveljavil komunistično ideologijo Džuče, s katerim je nadomestil ideologijo marksizem-leninizem. Kim je vsakršno nestrinjanje in upiranje ostro kaznoval, najpogosteje z usmrtitvami, prisilnimi preganjanji in pošiljanjem ljudi v koncentracijska taborišča v goratih predelih države, na opravljanje prisilnih del. Leta 1994 je Kima po njegovi smrti nadomestil njegov sin Kim Džong-il. Kim Džong-il je nadaljeval očetov politični sistem, hkrati pa je dodatno zaprl državne meje ter s tem Severno Korejo zaprl pred zunanjimi vplivi. Leta 2011 je Kima po njegovi smrti nadomestil njegov mlajši sin Kim Džong-un, ki do danes nadaljuje očetov in dedkov politični sistem.  

### Zgodnji povojni komunistični disidentski
Po drugi svetovni vojni je bil trockizem porušen s povečanjem notranjih delitev glede analize in strategije. To je bilo združeno z industrijsko nemočjo, ki je bila splošno priznana. Poleg tega je uspeh sovjetsko usmerjenih strank v Evropi in Aziji privedel do preganjanja trockitskih intelektualcev, kot je na primer zloglasna čistka vietnamskih trockistov. Vojna je zaostrila tudi socialdemokratske stranke na Zahodu. V nekaterih primerih, na primer v Italiji, so pomembni člani Socialdemokratske stranke navdihnili možnost doseganja naprednega socializma. V Italiji je ta skupina skupaj z ločenimi komunisti začela razpravljati o teoriji, osredotočeni na izkušnje dela v sodobnih tovarnah, kar je privedlo do avtonomističnega marksizma. V ZDA je temu teoretičnemu razvoju sledil trend Johnson-Forest, medtem ko se je v Franciji pojavil podoben impulz. 

## Hladna vojna in revizionizem (1958–1979)

### Maoizem in kulturna revolucija na Kitajskem
Kulturna revolucija je bila preobrat, ki jo je Mao Cetung izvedel leta 1966, usmerjena pa je bila v intelektualce in voditelje strank. Maov cilj je bil povečati komunizem z odstranitvijo prokapitalistov in tradicionalistov z vsiljevanjem maoistične ortodoksije v kitajski komunistični partiji. Gibanje je Kitajsko politično ohromilo in je državo leta gospodarsko, kulturno in intelektualno oslabilo. Milijoni ljudi so bili obtoženi, ponižani, odvzeti oblasti in zaprti, ubiti ali najpogosteje poslani na prisilno delo kot kmetijski delavci in sistematično mučeni. Mao je vztrajal, da se te, ki jih je označil za revizioniste, odstranijo z nasilnim razrednim bojem. Dva najpomembnejša militanta sta bila vojak Marshall Lin Biao in Maova žena Jiang Qing. Kitajska mladina se je na Maov poziv odzvala z oblikovanjem skupin Rdeče garde po vsej državi. Gibanje se je razširilo na vojsko, mestne delavce in samo vodstvo komunistične partije. To je povzročilo razširjene frakcijske spore na vseh področjih življenja. V najvišjem vodstvu je to privedlo do množičnih pobojev visokih uradnikov, ki so bili obtoženi, da so sledili »kapitalistični cesti«, predvsem Liu Shaoqi in Deng Šjaoping. V istem obdobju je Maov osebnostni kult narasel do ogromnih razsežnosti. Po Maovi smrti leta 1976 so preživele vrnili in mnogi so se vrnili na oblast, kulturna revolucija pa se je uradno končala leta 1976. Leta 1981 je KPK razglasila in priznala, da je bila Maova kulturna revolucija napačna in da je bila odgovorna za najhujše trpljenje, ki ga je utrpelo ljudstvo, država in partija.

### Kubanska revolucija
Kubanska revolucija je bila uspešen oborožen upor, ki ga je 26. julija 1959 vodilo gibanje pod vodstvom Fidela Castra, skupaj z Ernestom Che Guevaro, proti režimu kubanskega voditelja Fulgencia Batiste. S 1. januarjem 1959 je Batista odstopil s predsedniškega polažaja, njegov režim pa je nadomestil Castrovo revolucionarno vlado. Castrova vlada se je kasneje reformirala po komunističnem vzoru in oktobra 1965 je zavladala sedanja oblast s komunistično partijo Kube. Odziv Združenih držav Amerike je bil zelo negativen, kar je privedlo do neuspešnega poskusa invazije leta 1961. Sovjeti so se odločili, da bodo svojega zaveznika zaščitili z namestitvijo jedrskega orožja na Kubo leta 1962. V kubanski raketni krizi so ZDA odločno nasprotovale premiku Sovjetske zveze. Nekaj dni je obstajal resen strah pred jedrsko vojno, vendar je bil dosežen kompromis, s katerim je Moskva javno odstranila orožje, ZDA pa so ga na skrivaj odstranile iz baz v Turčiji in obljubile, da nikoli ne bodo napadle.

### Kambodža
Pol Pot in njegovi Rdeči Kmeri so na oblast v Kambodži prišli po koncu državljanske vojne, aprila 1975. Pol Pot je izjavil, da je kmetijstvo ključno tako za izgradnjo države kot za nacionalno obrambo; verjel je, da bi bila, če se Kambodža ne bi mogla hitro razvijati, ranljiva za vietnamsko prevlado, kot je bila v preteklosti. Njihov cilj je bil v petih do desetih letih doseči 70 do 80 % kmetijske mehanizacije, v petnajstih do dvajsetih letih pa sodobno industrijsko bazo. Kot del tega projekta je Pol Pot videl, da je nujno, da razvijejo sredstva za zagotavljanje, da bo kmečko prebivalstvo delalo težje kot prej. Ker je bil Pol Potov velik podpornik Mao Cetung, je po ustanovitvi nove vlade odšel na Kitajsko, kjer se je pogovoril z njim, Mao pa mu je pri tem dal predloge. 
Rdeči Kmeri so želeli Kambodžo vzpostaviti kot samozadostno državo. Januarja 1976 je potekala seja vlade za razglasitev nove ustave, ki je razglasila, da se država preimenuje v »Demokratično Kampučijo«. Ustava je uveljavila državno lastništvo nad proizvodnimi sredstvi, razglasila enakost moških in žensk ter pravice in obveznosti vseh državljanov do dela. Pod Pol Potovim vladanjem je bila Kambodža spremenjena v enopartijsko komunistično državo, v kateri so množični poboji in javne usmrtitve, prisilno delo, mučenje, telesna zloraba, podhranjenost in bolezni dosegle vrhunec s smrtjo, od 1,5 do 2 milijona ljudi, kar je skoraj ena četrtina prebivalcev Kambodže. Rdeči Kmeri so nasprotnike in skoraj vse, ki so bili obtoženi sodelovanja z prejšnjo vlado in ki so nasprotovali, odpeljali na polja, imenovana Polja smrti, ki so jih uporabljali za pobijanje ljudi. Vsi ti dogodki in dejanja so privedli do kamboškega genocida. Genocid se je končal leta 1979, ko je Vietnam napadel Kambodžo in odstranil Pol Pota z položaja voditelja.

### Afriški komunizem
Med dekolonizacijo Afrike se je Sovjetska zveza močno zanimala za osamosvojitvena gibanja te celine in sprva upala, da bo ustanovitev tamkajšnjih komunističnih držav strank zahodu odreklo njihove gospodarske in strateške vire. Sovjetska zunanja politika v zvezi z Afriko je predvidevala, da bodo nove neodvisne afriške vlade dovzetne za komunistično ideologijo in da bodo Sovjeti imeli sredstva, da bodo postali privlačni kot razvojni partnerji. V sedemdesetih letih so vladajoče stranke več podsaharskih afriških držav uradno sprejele komunizem, med drugim Burkina Faso, Ljudsko republiko Benin, Ljudsko republiko Mozambik, Ljudsko republiko Kongo, Ljudsko demokratično republiko Etiopijo ter Republika Angola. Večina teh držav je zagotovila selektivno sprejetje in prilagodljivo uporabo komunistične teorije, ki je bila proti široki ideološki zavezanosti marksizmu ali leninizmu. Sprejetje komunizma se je pogosto obravnavalo kot sredstvo za dosego cilja in se je uporabljalo za opravičevanje skrajne centralizacije oblasti. Med vladavino komunizma v Etiopiji je etiopski komunistični diktator Mengistu Hajle Marjam izvedel krvar teror, Mengistu pa naj bi tudi lastnoročno pobijal politične nasprotnike, z golimi rokami.
Angola je bila morda edina afriška država, ki se je dolgo zavezala komunizmu, vendar je to močno oviralo njeno lastno gospodarstvo, obremenjeno z vojno, razširjena korupcija in praktična realnost, ki je nekaterim tujim podjetjem omogočila velik vpliv kljub odpravi domači angolski zasebni sektor in precejšnjo stopnjo osrednjega gospodarskega načrtovanja. Tako Angola kot Etiopija sta zgradili nove družbene in politične komunistične institucije, ki so bile zgledane po tistih v Sovjetski zvezi in na Kubi. Vendar so se njihovi režimi po razpadu Sovjetske zveze zaradi državljanskega spora razpustili ali pa so se prostovoljno odrekli komunizmu v korist socialne demokracije. 

### Evrokomunizem
Pomemben trend v več državah zahodne Evrope od poznih šestdesetih do osemdesetih let je bil evrokomunizem. Najmočnejša je bila v španskem PCE, finski stranki in zlasti v italijanski PCI, kjer je pobirala zamisli Antonia Gramscija. Razvili so ga člani komunistične stranke, ki so bili razočarani tako v Sovjetski zvezi kot na Kitajskem in so iskali neodvisen program. Sprejeli so liberalno parlamentarno demokracijo in svobodo govora ter z nekaterimi pogoji sprejeli kapitalistično tržno gospodarstvo. Niso govorili o uničenju kapitalizma, temveč so si prizadevali pridobiti podporo množic in s postopnim preoblikovanjem birokracije. Leta 1978 je španski PCE zamenjal zgodovinsko »marksistično-leninistično« frazo z novim sloganom »marksistično, demokratično in revolucionarno«. Gibanje je v osemdesetih letih propadlo s padcem komunizma v vzhodni Evropi leta 1989.

### Druge oblike
Anarhokomunizem je politična filozofija in anarhistična miselna šola, ki se zavzema za ukinitev države, kapitalizma, najemnega dela, družbene hierarhije in zasebne lastnine (hkrati pa ohranja spoštovanje osebne lastnine, skupaj s predmeti, blagom in storitvami v skupni lasti) naklonjenost skupnemu lastništvu sredstev za proizvodnjo in neposredni demokraciji ter horizontalni mreži svetov delavcev s proizvodnjo in porabo, ki temeljijo na vodilnem načelu »Od vsakega glede na njegove sposobnosti, vsakega glede na njegove potrebe.«
Levi komunizem je stališče levega dela komunizma, ki kritizira politične ideje in prakse, ki jih zagovarjajo marksistično-leninisti in socialni demokrati. Levi komunisti zagovarjajo stališča, za katera menijo, da so bolj verodostojno marksistična, kot pa stališča marksizma-leninizma, ki jih je zagovarjala Komunistična internacionala po boljševizaciji Josifa Stalina in med drugim kongresom.
Libertarni marksizem je širok obseg ekonomskih in političnih filozofij, ki poudarjajo antiavtoritarne in libertarne vidike marksizma.

## Konec vzhodnega boka (1989 - 1992)

### Reforme in padec komunizma
Družbeni odpor proti politikam komunističnih režimov v Vzhodni Evropi je močno narastel z vzponom Solidarnosti, prvega nekomunistično nadzorovanega sindikata v Varšavskem paktu, ki je bil ustanovljen v Ljudski republiki Poljski leta 1980. 
Leta 1985 je oblast v Sovjetski zvezi prevzel Mihail Gorbačov in začel politiko radikalne politične reforme, ki je vključevala politično liberalizacijo, imenovano perestrojka in glasnost. Gorbačeva politika je bila načrtovana tako, da odstrani avtoritarne elemente države, ki jih je razvil Stalin, s ciljem vrnitve v domnevno idealno leninistično državo, ki je ohranila enostrankarsko strukturo, hkrati pa je omogočala demokratične volitve konkurenčnih kandidatov znotraj stranke za politične funkcije. Gorbačov je prav tako želel poiskati popuščanje z Zahodom in končati hladno vojno, ki je ni bila več gospodarsko vzdržna, da bi jo vodila Sovjetska zveza. Sovjetska zveza in Združene Države Amerike pod vodstvom predsednika Georgea H. W. Busha sta se pridružila prizadevanjem za odpravo apartheida in nadzorovala razgradnjo južnoafriške kolonialne oblasti nad Namibijo. 
Aprila 1986 se je v jedrski elektrarni Černobil zgodila nesreča, ko je eden od jedrskih reaktorjev v elektrarni, med izvajanjem varnostnega testa, eksplodiral. Nesreča je imela katastrofalne posledice, saj je v okolje izšlo veliko radioaktivnih snovi, nad velik del Evrope se je iz reaktorja razširil velik radioaktivni oblak, v Ukrajini pa je nesreča zahtevala ogromno smrtnih žrtev. Sovjetska komunistična partija je poskušala nesrečo na vsak način prikriti, o njenih vzrokih pa je veliko časa lagala; kot posledica prikrivanja in laganja z strani partije, do danes ni znano, koliko žrtev je zahetavala nesreča. Mnogi zgodovinarji so jedrsko nesrečo v Černobilu opisali kot prvi in pomemben dogodek, ki je prispeval k padcu komunističnega režima. Gorbačov je izjavil, da je bila Černobilska nesreča glavni vzrok za razpad Sovjetske zveze in nesrečo opisal kot »prelomnico«, ki je »odprla možnost veliko večje svobode izražanja do te mere, da sistem (komunizem), kot so ga poznali, ni mogel več delovati«.
Medtem so se vzhodnoevropske komunistične države politično poslabšale kot odgovor na uspeh poljskega gibanja solidarnosti in možnost politične liberalizacije v slogu Gorbačeva. Leta 1989 so se v Vzhodni Evropi in na Kitajskem začeli upori proti komunističnim režimom. Na Kitajskem je vlada zavrnila pogajanja s študentskimi protestniki, kar je povzročilo napade na Trgu nebeškega miru, ki so z silo zaustavili upore in povzročili na tisoče smrtnih žrtev. 
Odprtje mejnih vrat med Avstrijo in Madžarsko na Panevropskem pikniku 19. avgusta 1989 je nato sprožilo mirno verižno reakcijo, na koncu katere ni bilo več NDR in je vzhodni blok razpadel. To je bil največji način za pobeg iz Vzhodne Nemčije odkar je bil leta 1961 zgrajen berlinski zid. Toda z množičnim izseljevanjem na Panevropskem pikniku, kasnejšim obotavljajočim vladanjem Stranke socialistične enotnosti Vzhodne Nemčije in neposredovanjem Sovjetske zveze so prebili ovire. Upori so dosegli vrhunec z uporom v Vzhodni Nemčiji proti komunističnemu režimu Ericha Honeckerja. Dogodek v Vzhodni Nemčiji se je razvil v ljudski množični upor z podrtimi deli berlinskega zidu in združitvijo vzhodnih in zahodnih Berlinčanov. Gorbačov je zavrnil uporabo sovjetskih sil v Vzhodni Nemčiji za zatiranje upora, kar je bilo videti kot znak, da se je hladna vojna končala. Na Honeckerja so pritiskali, naj odstopi s položaja voditelja, in nova vlada se je zavezala k ponovni združitvi z Zahodno Nemčijo. Komunistični režim Nicolaeja Ceaușescuja v Romuniji je bil leta 1989 na silo strmoglavljen, Nicolaeja Ceaușescuja pa so zaradi zločinov proti človeštvu in genocida nad Romi, usmrtili. Med revolucijami leta 1989 so padli tudi drugi režimi Varšavskega pakta, z izjemo Socialistične ljudske republike Albanije, ki je trajala do leta 1992. 
Nemiri in končni padec komunizma so se zgodili tudi v Socialistični federativni republiki Jugoslaviji, čeprav iz drugih razlogov kot v Varšavskem paktu. Smrt Josipa Broza Tita leta 1980 in kasnejši vpliv močnega vodstva sta omogočila porast rivalskega etničnega nacionalizma v večnacionalni državi. Prvi voditelj, ki je takšen nacionalizem izkoristil v politične namene, je bil srbski politik Slobodan Milošević, ki ga je izkoristil za prevzem oblasti kot predsednik Srbije in zahteval koncesije Srbiji in Srbom od drugih republik v jugoslovanski federaciji. To je povzročilo porast slovenskega in hrvaškega nacionalizma kot odgovor in razpad Zveze komunistov Jugoslavije leta 1990, zmago nacionalistov na večstrankarskih volitvah v večini jugoslovanskih konstitutivnih republik in sčasoma državljansko vojno med različnimi narodi, ki se je začela leta 1991. Jugoslavija je razpadla leta 1992. 
Sama Sovjetska zveza je med letoma 1990 in 1991 razpadla z vzponom secesionističnega nacionalizma in političnim sporom o moči med Gorbačovim in Borisom Jelcinom, novim voditeljem Ruske federacije. Z razpadom Sovjetske zveze je Gorbačov pripravil državo, da postane ohlapna federacija neodvisnih držav, imenovana Commonwealth of Independent State. Trdi komunistični voditelji v vojski so se na Gorbačovovo politiko odzvali z avgustovskim državnim udarom leta 1991, v katerem so trdi komunistični vojaški voditelji strmoglavili Gorbačova in prevzeli nadzor nad vlado. Ta režim je trajal le kratek čas, saj je v uličnih protestih izbruhnila razširjena ljudska opozicija in se ni hotela podrediti. Gorbačov je kmalu ponovno prevzel oblast, vendar so bile različne sovjetske republike zdaj pripravljene za razglasitev neodvisnosti in odcepitev od Sovjetske zveze. Na božični dan 25. decembra 1991 je Gorbačov odstopil z mesta voditelja ter uradno razglasil razpad Sovjetske zveze, na parlamentu v Moskvi pa je bila odstranjena zastava Sovjetske zveze in obešena zastava Ruske federacije. S tem je dokončno razpadla prva, glavna in največja komunistična država, ustanovljena pa je bila Ruska federacija.

## Komunizem danes (1993 - danes)
S padcem komunističnih vlad v Sovjetski zvezi in Vzhodnem bloku je bil vpliv državnih marksistično-leninističnih ideologij v svetu oslabljen, vendar je po svetu še vedno veliko komunističnih gibanj različnih vrst in velikosti. Tri druge komunistične države, zlasti tiste v vzhodni Aziji, kot so Ljudska republika Kitajska, Vietnam in Laos, so se vse usmerile proti tržnemu gospodarstvu, vendar brez večje privatizacije državnega sektorja v 80. in 90. letih. Španija, Francija, Portugalska in Grčija imajo v javnosti zelo močna komunistična gibanja, ki igrajo odprto in aktivno vodilno vlogo v veliki večini svojih delavskih pohodov in stavk, pa tudi protestov proti varčevanju, ki so vsi veliki, izraziti dogodki z veliko vidljivost. Svetovni pohodi ob dnevu mednarodnega delavstva včasih dajejo jasnejšo sliko o velikosti in vplivu trenutnih komunističnih gibanj, zlasti v Evropi.  
Kuba je pred kratkim izšla iz krize, ki jo je sprožil razpad Sovjetske zveze, glede na rast njenega obsega trgovine z novima zaveznicama Venezuelo in Kitajsko (prva je nedavno sprejela socializem 21. stoletja po Hugu Chavezu). Različne druge države po vsej Južni in Latinski Ameriki so prav tako naredile podobne premike k bolj jasno socialističnim politikam in retoriki v pojavu, ki ga akademiki imenujejo rožnata plima.
Severna Koreja trdi, da je njen uspeh pri izogibanju propadu socializma rezultat njene domače ideologije Džuče, ki jo je sprejela v sedemdesetih letih in je nadomestila marksizem-leninizem. Kuba ima veleposlanika v Severni Koreji in Kitajska še vedno ščiti ozemeljsko celovitost Severne Koreje, čeprav hkrati zavrača dobavo materialnih dobrin ali druge pomembne pomoči. 
V Nepalu je vodja Nepalske komunistične partije (Združena marksistično-leninistična) Man Mohan Adhikari za kratek čas postal predsednik vlade in nacionalni vodja od leta 1994 do 1995, maoistični gverilski vodja Prachanda pa je bil leta 2008 izvoljen za predsednika vlade s strani ustavodajne skupščine Nepala. Prachanda je od odstavljenega predsednika vlade, zaradi česar so maoisti opustili svoj legalistični pristop in se vrnili k svojim tipičnim uličnim akcijam in bojevitosti ter vodili občasne splošne stavke s svojim precej močnim vplivom na nepalsko delavsko gibanje. Ta dejanja so nihala med blagimi in intenzivnimi, le slednji so nagnjeni k svetovni novici. Menijo, da je Prachandina odstranitev nepravična. Od leta 2008 Nepalu vlada koalicija komunističnih strank: Komunistična partija Nepala (enotna marksistično-leninistična) in Komunistična partija Nepala (maoistični center), ki sta ju leta 2018 združila v nepalski komunistični partiji. 
Prejšnja nacionalna vlada Indije je bila odvisna od parlamentarne podpore Komunistične partije Indije (marksistična) in CPI(M) vodi državno vlado v Kerali. Komunistična partija Indije (maoist) se bori proti indijski vladi in je aktivno v nekaterih delih države, indijska vlada je bila uspešna pri odpravi upora v precejšnji meri. 
Na Cipru je na predsedniških volitvah leta 2008 zmagal veteran komunist Dimitris Christofias iz AKEL.
V Ukrajini in Rusiji so komunisti zasedli drugo mesto na volitvah leta 2002 oziroma 2003. Stranka ostaja močna v Rusiji, vendar so ukrajinske parlamentarne volitve leta 2014 po ruski invaziji na Ukrajino in priključitvi Krima povzročile izgubo njenih 32 članov, Komunistična partija Ukrajine pa ni imela zastopanja v parlamentu. Komunistična partija je od leta 2015 prepovedana. 
Na Češkem je bila Komunistična partija Češke in Moravske tretja na volitvah leta 2002, tako kot komunistična partija Portugalske leta 2005. 
V Južni Afriki je Južnoafriška komunistična partija (SACP) članica trojnega zavezništva poleg Afriškega nacionalnega kongresa in kongresa južnoafriških sindikatov. Šrilanka ima v svojih nacionalnih vladah komunistične ministre. 
V Zimbabveju je bil nekdanji predsednik Robert Mugabe iz Zimbabvejske afriške nacionalne unije – domoljubne fronte, dolgoletni vodja države, deklariran komunist.
Kolumbija je bila sredi državljanske vojne, ki se od leta 1966 vodi med kolumbijsko vlado in združenimi desničarskimi paravojaškimi skupinami proti dvema komunističnima gverilskima skupinama, in sicer Revolucionarne oborožene sile Kolumbije – Ljudska vojska (FARC–EP) in Nacionalna Osvobodilna vojska (ELN). 
Revolucionarna komunistična partija ZDA, ki jo vodi njen predsednik Bob Avakian, trenutno organizira revolucijo v Združenih državah, da bi strmoglavila kapitalistični sistem in ga nadomestila s socialistično državo.  
Od začetka leta 2020 Filipini še vedno doživljajo gverilski upor majhnega obsega Nove ljudske armade, oboroženega krila prepovedane komunistične partije Filipinov. Dejanja oborožene skupine, ki je verjetno povezana z NPA, so povzročila osem žrtev po streljanju s filipinsko vojsko konec marca 2021.